# Detroit (motorfiets)
Detroit is een Amerikaans historisch merk van motorfietsen.
Detroit was een Amerikaans merk dat in het begin van de 20e eeuw bijzondere motorfietsen maakte. De bovenbuis van het frame diende namelijk als olietank terwijl de onderste buis als uitlaatdemper dienstdeed. Het achterframe bevatte een holle ruimte.
Er waren twee versies van de Detroit; bij de versie met magneetontsteking zat in deze holle ruimte een reservetank die voor de helft met benzine en voor de helft met olie was gevuld. Bij de versie met magneetspoelontsteking zaten in deze ruimte de accu's en de ontstekingsspoelen.